# Juan de Jáuregui

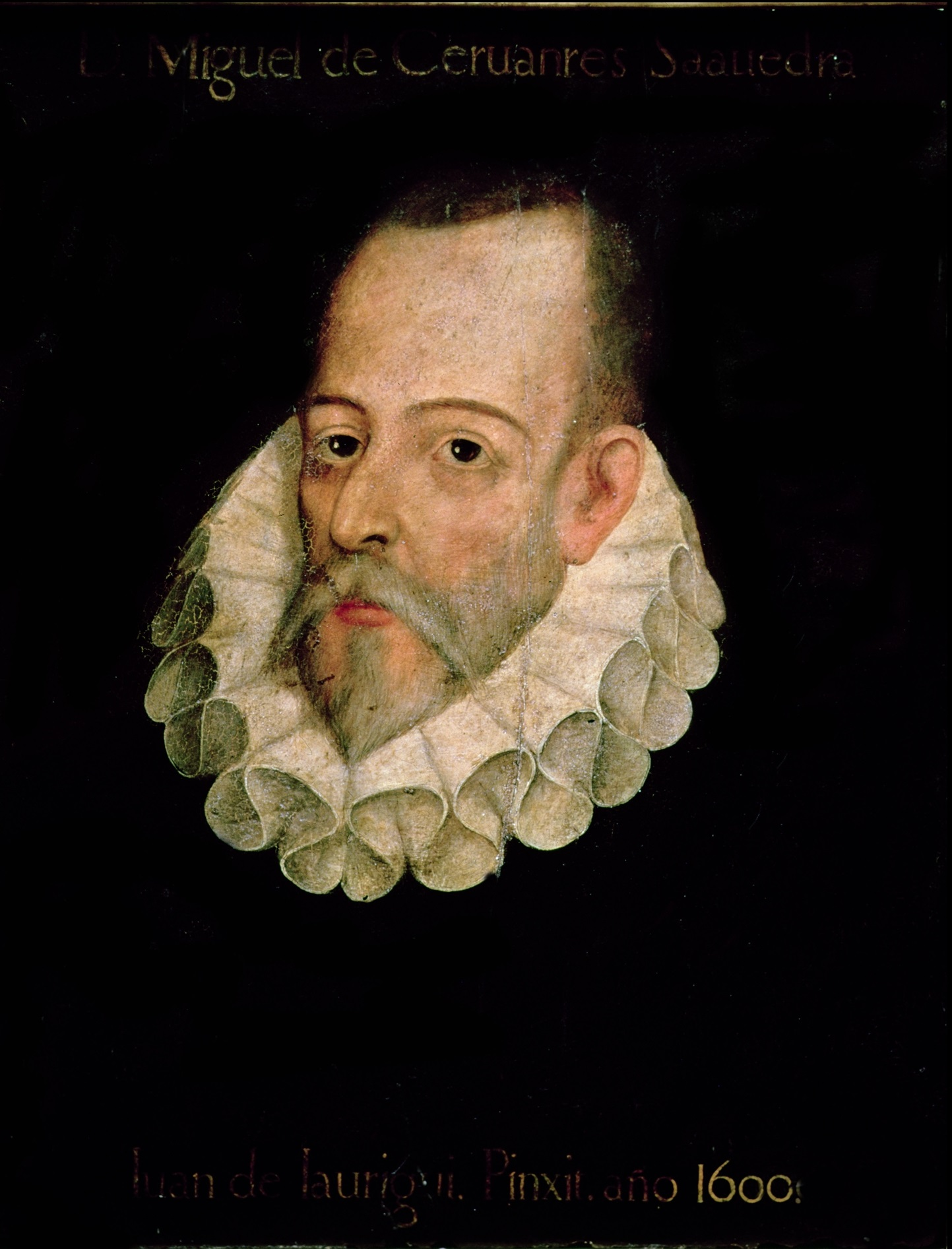
Retrato que se dice ser la pintura de Cervantes por Jáuregui. Fue descubierto en 1910. Su autenticidad fue defendida por Francisco Rodríguez Marín y Alejandro Pidal y Mon pero otros académicos lo consideraron falso.

Juan de Jáuregui y Aguilar (Sevilla, 24 de noviembre de 1583-Madrid, 11 de enero de 1641) fue un poeta, erudito, pintor y teórico literario español del Siglo de Oro.

## Padres
Sus padres fueron el riojano Miguel Martínez de Jáuregui, caballero veinticuatro de Sevilla, y doña Isabel Hurtado de la Sal. El padre era de origen hidalgo y de ascendencia vasca (hijo de Martín Martínez de Jáuregui, natural de Vergara) y la madre pertenecía a la oligarquía comercial sevillana (era hija del acaudalado mercader Lucas de la mar, de quien era conocido en Sevilla su origen de “raza de conversos”). Juan de la Sal, obispo de Bona, autor de las célebres Cartas al Padre Méndez, fue hermano de doña Isabel Hurtado. Algunos años después del nacimiento de Juan de Jáuregui, su padre, acaudalado almacenista y cargador a Indias, adquirió el señorío de Gandul y Marchenilla.

## Nombre
Es común encontrar en fuentes biográficas actuales a Juan de Jáuregui apellidado como Martínez de Jáuregui y Hurtado de la Sal cuando ni él ni ninguna fuente de la época utilizó esos apellidos. Su apellido paterno sí era efectivamente Martínez de Jáuregui, pero él utilizó la forma abreviada Jáuregui; así aparece en las portadas de sus libros. El apellido de su madre era de la Sal (era en efecto hija de Lucas de la Sal) pero se antepuso el Hurtado por haber heredado un importante patrimonio de un tío suyo apellidado así. Juan de Jáuregui tomó como segundo apellido el Aguilar de una de sus abuelas. Esto era algo normal en una época en la que no estaban regulado el uso y transmisión de los apellidos, por lo que incluso es relativamente frecuente encontrar en documentos anteriores a la ley de registro civil del siglo XIX a hijos legítimos de los mismos padres que se apellidan de manera diferente. En el caso de Juan de Jáuregui y Aguilar, el hecho de no usar los apellidos de su madre también se puede explicar por las sospechas de ascendentes conversos en la villa de ésta, como se desprenden de las investigaciones efectuadas en las pruebas de ingreso en la Orden de Calatrava de varios miembros de la familia Jáuregui. Por lo tanto, es totalmente incorrecto nombrar al personaje como Juan Martínez de Jáuregui y Hurtado de la Sal.

## Vida
Resultó el quinto de diez hermanos, entre los cuales el mayor, Martín de Jáuregui, heredó el señorío de Gandul y Marchenilla y al igual que su padre también fue regidor de Sevilla. Pero falleció al poco tiempo y el señorío pasó a Lucas de Jáuregui, con quien mantuvo un largo pleito entre 1632 y 1639 el tercero en la línea de sucesión, el poeta Juan de Jáuregui, sobre todo por lo relativo a los bienes de su madre, de resultas del cual su patrimonio quedó bastante mermado. 
De su juventud solo se sabe por las alusiones que contiene su discurso Arte de la pintura, según el cual hizo varios viajes a Italia y estuvo en Roma, muy probablemente para formarse como pintor. Enemigo de Francisco de Quevedo (hacia 1632, pues Quevedo atacó al sevillano con desprecio en La Perinola) y de Luis de Góngora, mantuvo, sin embargo, amistad con Miguel de Cervantes, cuyo retrato, actualmente perdido, podría haber pintado.
Contrajo unos esponsales forzados el 27 de febrero de 1612 con Mariana de Loaysa tras vencer algunas dificultades por las que incluso estuvo preso en 1611 (en ese año compareció ante notario por haber sido denunciado al vicario general de Madrid por incumplimiento de promesa de matrimonio por las querellantes doña Mariana de Loaysa y su madre, Aldonza de Vargas); al fin se celebró la ceremonia religiosa el 18 de enero de 1614. 
Participó en diversas justas poéticas, en 1616, y ya en Madrid, en 1620, con motivo de la beatificación de San Isidro, o en la convocada por la Compañía de Jesús en 1622 para conmemorar la canonización de San Francisco Javier, y en la mayoría obtuvo premio. Fue nombrado caballerizo de la reina Isabel de Borbón en 1626. En 1635 dio a conocer su comedia El retraído (Barcelona, Sebastián de Comellas, 1635) donde atacaba La cuna y la sepultura de Francisco de Quevedo, sin éxito, como en otros de sus ensayos dramáticos, hasta el punto de que Cayetano Alberto de la Barrera refiere en su Catálogo bibliográfico.... que, entre silbidos, se oyó gritar a un mosquetero: "Si Jáuregui quiere aplausos, ¡que los pinte!". En El retraído (esto es, el acogido a sagrado por ser buscado por la justicia civil) el personaje del Censor ataca cada uno de los puntos sostenidos por Quevedo en su La cuna y la sepultura (1634), intentando demostrar que es hereje, la inspiración diabólica de la obra y su ataque contra los privados, a los que considera indignos, condenando su enriquecimiento ilícito; también le parece que su piedad cristiana es falsa, porque encubre la sátira y que manipula los textos que cita; incluso desciende a mencionar sus pleitos con la Torre de Juan Abad (a quien hace personaje de la obra) y su participación en la conjura de Venecia y menciona su escaso conocimiento del griego; no parece casual que esta comedia se publicara al mismo tiempo que El Tribunal de la justa venganza, otro folleto contra Quevedo.
En cuanto al Memorial al Rey Nuestro Señor, fue un escrito también polémico contra Quevedo; su finalidad era, principalmente, responder a la célebre Carta al Serenísimo, muy alto y muy poderoso Luis XIII que el señor de la Torre había publicado en Madrid en 1635, en casa de la viuda de Alonso Martín, estando al servicio como libelista del Conde-Duque de Olivares contra las insidias del cardenal Richelieu como también lo estaban Antonio Hurtado de Mendoza, Diego Saavedra Fajardo y José Pellicer de Ossau, y de cuya enorme difusión hablan por sí solas las ediciones que el mismo año de 1635 se hicieron en Sevilla y Zaragoza. Pero como en su propósito de contradecir a Quevedo Jáuregui incluso ensalza a la enemiga Francia, no se salió con la suya y su escrito sentó mal en la corte. En ese mismo año, aquejado de problemas graves de salud, se vio obligado a volver a Sevilla para resolver el quebranto de su fortuna.
En 1639 obtuvo al fin el largo tiempo demorado hábito de la Orden de Calatrava. Según los Avisos de José Pellicer de Ossau, "el buen don Juan de Jáuregui, hombre doctísimo i merecedor de toda buena memoria” murió el 11 de enero de 1641 en Madrid a los 58 años de edad; dejó preparada para la imprenta su traducción, bastante libre, de la Farsalia de Lucano, que solamente vería la luz en 1684. Fue enterrado en la capilla de Nuestra Señora de la Buena Ventura, en el Convento de San Basilio de Sevilla.

## Pintor

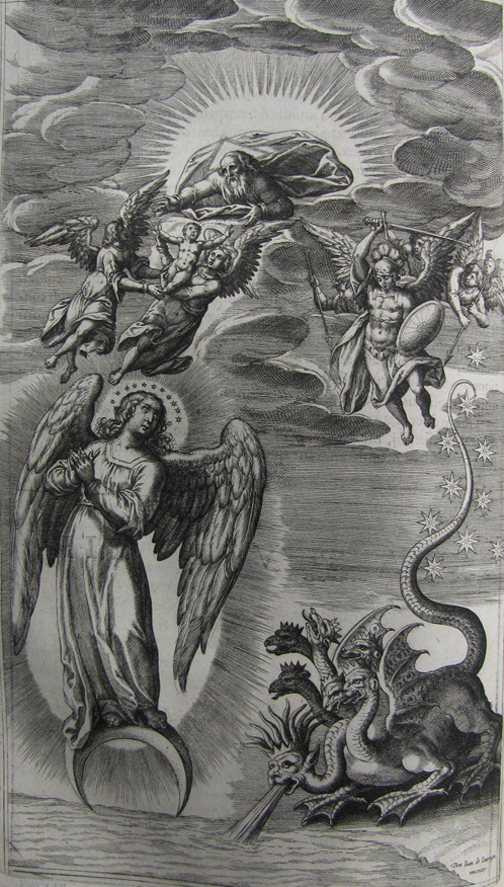
La mujer del Apocalipsis, ilustración de la Vestigatio arcani sensus in Apocalypsi del jesuita Luis del Alcázar.

Como pintor mereció el elogio que figura en el Libro de los retratos del pintor Francisco Pacheco, suegro de Velázquez, y en El arte de la pintura tiene frases de elogio para Jáuregui:
Pues don Iuan de Xauregui, notorio es a todos que con virtuosa emulación a grangeado aventajado lugar.
Vera y Mendoza dice de él:
El Picomirandulano de estos tiempos, don Juan de Jáuregui, es el honor de Sevilla, como Virgilio de Mantua; que en medio de sus láminas y versos nadie sabrá a qué dejarse inclinar.
La Torre Farfán lo elogia como pintor situándolo al lado de una gran lista de eminencias del arte:
Los extranjeros Durero, Ticiano y Rubens y acá, dentro de casa, los Jáuregui, los Velázquez, los Murillos y los Herreras.
Sin embargo, muy poco se conserva de su obra pictórica: los retratos de Alfonso de Carranza y Lorenzo Ramírez de Prado..., las estampas de la obra del jesuita Luis del Alcázar titulada Vestigatio arcani sensus in Apocalypsi (Amberes, 1619) y algunas interesantes calcografías. Su nombre sonaba asociado con otros pintores de la época como Francisco Pacheco, Pablo de Céspedes o Antonio Mohedano, que eran también escritores y con los cuales colaboró para redactar el Memorial informatorio por los pintores (Madrid, 1629).

### El retrato de Cervantes
En el prólogo a sus Novelas ejemplares Cervantes dice claramente que Jáuregui le pintó: "...pues le diera mi retrato el famoso don Juan de Jáurigui" (sic). 
En 1910 se descubrió un retrato en el que estaba escrito en la parte superior «Don Miguel de Cervantes Saavedra» y en la inferior «Iuan de Iauregui Pinxit, año 1600». Francisco Rodríguez Marín, Alejandro Pidal y Mon y Mariano de Cavia defendieron su autenticidad pero Juan Pérez de Guzmán y Gallo, Ramón León Maínez, Raymond Foulché-Delbosc, James Fitzmaurice-Kelly, Julio Puyol y Alonso y otros la cuestionaron. En 1911 el retrato fue colgado en el salón de actos de la Real Academia Española, bajo un retrato de Felipe V. En 1947 el historiador José María Chacón y Calvo publicó un artículo posicionándose en contra de su autenticidad. Lo mismo hizo el historiador del arte Enrique Lafuente Ferrari en otro artículo de 1948.
En 1943 el marqués de Casa Torres publicó en Madrid un libro titulado «El retrato de Miguel de Cervantes, por D. Juan Jáuregui», sobre otro retrato de Cervantes diferente al de la Real Academia Española. Este resultó ser el retrato de Diego Mexía Ovando, I conde de Uceda.

## Obra literaria
Se distinguió en sus obras de preceptiva sobre el culteranismo de Góngora, contra quien publicó el Antídoto contra las Soledades y el Discurso poético contra el hablar culto y estilo obscuro (Madrid, 1624). Se trata de un discurso impersonal y abstracto, muy educado y doctrinal, frente al encono que poseen otros ensayos contra el gongorismo. Pese a todo, los defensores de Góngora le atacaron con un Examen del antídoto o Apología de las Soledades, escrito tal vez por Angulo y Pulgar; sin embargo, Jáuregui era tan moderado en sus críticas que incluso llegó a escribir una defensa del gongorismo cuando defendió a uno de sus seguidores, el muy rebuscado y culto predicador Fray Hortensio Paravicino, retratado por el Greco, en su opúsculo Apología por la verdad (1625); el famoso predicador y poeta había sido objeto de una anónima y durísima censura por un Panegírico en que elogiaba al difunto Felipe III.
En una primera época Jáuregui se muestra como poeta italianizante (al fin y al cabo estuvo en Roma) siguiendo la tradición petrarquista tal y como la había estatuido su contemporáneo y coterráneo Fernando de Herrera, pero termina siendo un poeta culterano y así se muestra en su poema Orfeo (1624), que suscitó algunos comentarios de Lope de Vega y la publicación de un Orfeo en lengua castellana en el mismo año por Juan Pérez de Montalbán. Ese culteranismo subsiste en su traducción de La Farsalia de Lucano en octavas reales, publicada póstuma. Tradujo también en verso blanco la Aminta de Torcuato Tasso en 1607, versión de la cual dijo Cervantes que era tan perfecta, que no se sabía cuál era la traducción y cuál el original. En sus Rimas incluye también algunas traducciones de Horacio, Marcial y Ausonio.
La principal compilación de sus obras poéticas se publicó con el título de Rimas en Sevilla, 1618; contiene traducciones y poemas profanos y sacros escritos con una gran elegancia y selección formal. De nuevo fue reimpresa por el ilustrado Pedro Estala en su colección de clásicos españoles a fines del siglo XVIII, con un prólogo crítico. Escribió además una sátira dramática no representable, El retraído (1635).
En el prólogo a sus Rimas declara Jáuregui la estructura de su libro y su idea de la poesía:

“Contiene este volumen al principio el Aminta, que ya se imprimió en Italia; siguense luego diversas composiciones humanas, y entre ellas una pequeña muestra de la traducción de Lucano; y a lo último las obras sacras. (...) Bien querría (...) notar con brevedad algunos requisitos de la fina poesía (...) toda obra poética, por pequeña que sea, se compone de tres partes: alma, cuerpo y adornos. Y considérese, primeramente, que el alma es el asunto y bien dispuesto argumento de la obra; y quien errare en esta parte, no le queda esperanza de algún merecimiento. Luego se adviertan las sentencias proporcionadas y conceptos explicadores del asunto, que éstos dan cuerpo, dan miembros y nervios al alma de la composición. Últimamente se note el adorno de las palabras, que visten ese cuerpo con aire y bizarría. En todas tres partes luce con imperio el gallardo natural, esto es, el ingenio propiamente poético, sin cuyo principio no hay para qué intentar los versos. Mas no se entiende que aprovecha a solas, porque es incomparable y forzoso el resplandor que le añaden las buenas letras y capaz conocimiento de las cosas; por cuyo defecto, de ordinario sucede que andan a ciegas y dan de ojos infinitos ingenios poco enseñados.

Para Jáuregui la poesía exige el equilibrio entre los tres factores considerados y grandes conocimientos y experiencias.

## Obras
- Trad. de Torcuato Tasso, Aminta, Roma, Estevan Paulino, 1607
- Rimas, Sevilla, Francisco de Lyra Barreto, 1618
- Antídoto contra la pestilente poesía de las Soledades, 1614
- Explicación de una empresa de don Enrique de Guzmán [...] en la causa de la Limpia Concepción, 1616.
- Orfeo, Madrid, Juan González, 1624
- Discurso poético contra el hablar culto y oscuro, Madrid, Juan González, 1624
- Carta del Licenciado Claros de la Plaza al Maestro Lisarte de la Llana, 1625
- Apología por la verdad, Madrid, Juan Delgado, 1625
- Memorial informatorio por los pintores en el pleito que tratan con el señor fiscal de su Magestad, en el Real Consejo de Hacienda sobre la exención del Arte de la Pintura (Madrid: Juan González, 1629).
- Memorial al Rey Nuestro Señor, Madrid, 1635
- El retraído. Comedia famosa de don Claudo. Representola Villegas. Hablan en ella las personas que ha habido en el mundo y las que no ha habido, Barcelona, Sebastián de Comellas, 1635.
- La Pharsalia. Orfeo, Madrid, Sebastián Armendáriz, 1684.